# Notiophilus palustris
Notiophilus palustris là một chi bọ cánh cứng thuộc họ Carabidae đặc hữu của miền Cổ bắc và miền Tân bắc.
Ở châu Âu, nó được tìm thấy ở Áo, Belarus, Bỉ, Bosna và Hercegovina, Britain, Bulgaria, Cộng hòa Séc, mainland Đan Mạch, Estonia, Phần Lan, mainland Pháp, Đức, Hungary, the mainland Ý, Kaliningrad, Latvia, Liechtenstein, Litva, Luxembourg, the Cộng hòa Macedonia, Moldova, mainland Na Uy, Ba Lan, Nga, Slovakia, Slovenia, mainland Tây Ban Nha, Thụy Điển, Thụy Sĩ, Hà Lan, Ukraina và Nam Tư. It is absent in Ireland.

## Hình ảnh

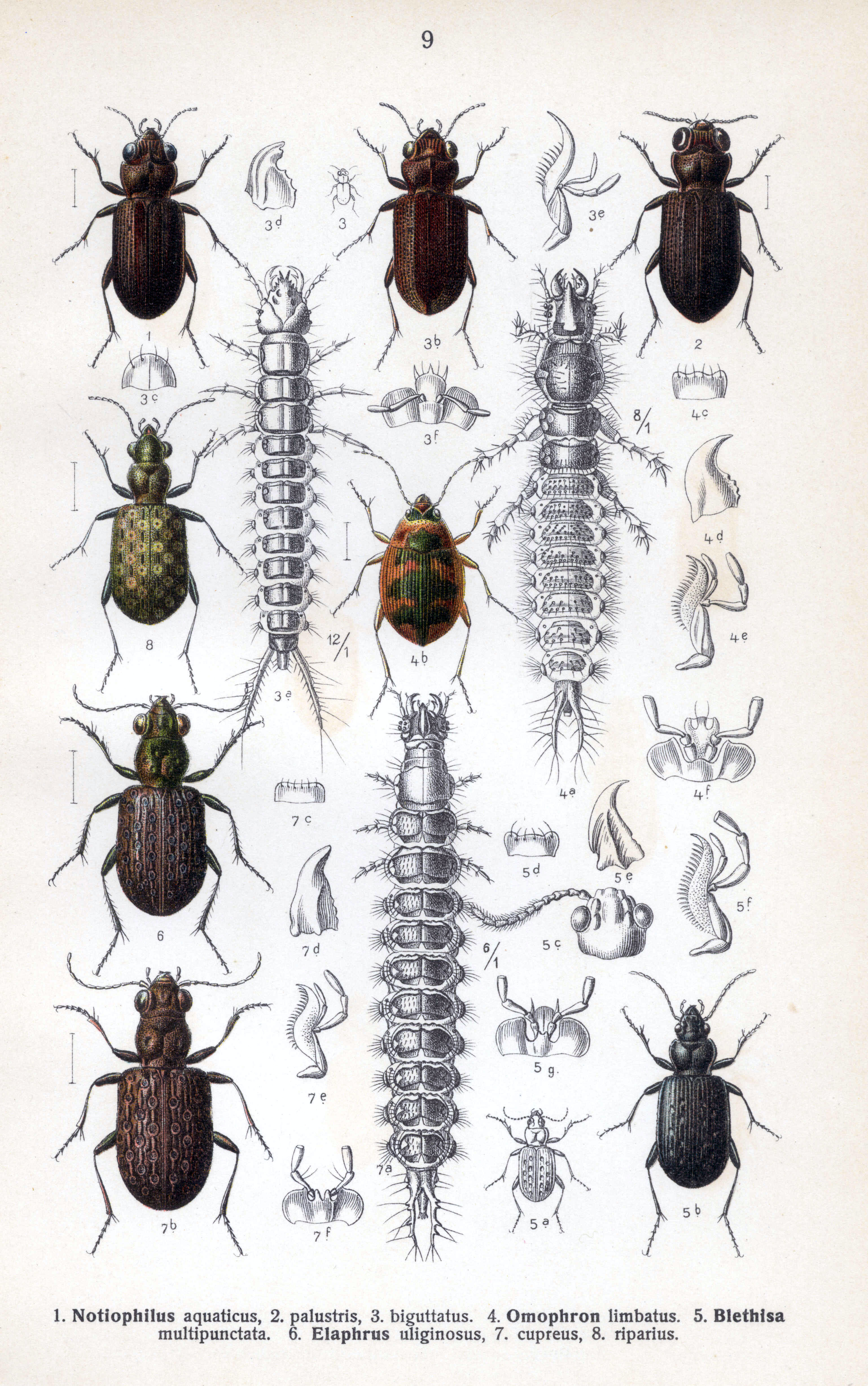